# براوليو أرمو
براوليو أرمو (بالإسبانية: Braulio Armoa) (3 نوفمبر 1978 بانكارناسيون في باراغواي - ) هو مدرب كرة قدم ولاعب كرة قدم باراغواياني في مركز الدفاع. لعب مع بويرتو مونت ‏.

## روابط خارجية
- براوليو أرمو على موقع قاعدة بيانات كرة القدم.إي يو (الإنجليزية)
- براوليو أرمو على موقع Soccerway.com (الإنجليزية)